# Flag of Convenience (banda)
Flag of Convenience fue una banda británica de rock alternativo de la década de 1980, el cual formó Steve Diggle después de la separación de Buzzcocks, ocurrida en 1981. A lo largo de esa década, Diggle siguió con los modelos del rock, a diferencia de su compañero de Buzzcocks, Pete Shelley, que siguió su carrera musical por medio de los géneros de pop electrónico influyentes en esa época. En 1989 la banda llegó a su fin y Diggle se reunió con Buzzcocks, con el que hasta ahora permanece.

## Historia
Buzzcocks se separa a comienzos de 1981, y el cantante y guitarrista Pete Shelley se hace solista y lanza material más electrónico, mientras Steve Diggle lanza un EP como solista, 50 Years Of Comparative Wealth, en colaboración de los otros dos miembros de la banda, el bajista Steve Garvey y el baterista John Maher. Poco después, Diggle se queda con Maher (Garvey dedicó su tiempo a su nueva banda, Motivation, y también a Blue Orchids), formando ambos Flag of Convenience, en septiembre de 1981.

## Discografía
- Life On The Telephone 7" y 12" (1982)
- Northwest Skyline (1987)
- War on the Wireless Set (1988)
- Exiles EP
- Sunset